# Fragata Baquedano

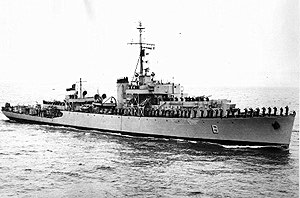
Fragata de la clase River

La fragata Baquedano fue una nave de la clase River de la Marina de Canadá, lanzada al agua en 1944 y bautizada como HMCS Glace Bay (K414). En 1946 fue adquirida por el gobierno de Chile.
Chile adquirió en 1946 tres fragatas de esta clase al gobierno de Canadá. La Armada las bautizó como fragatas Iquique, Esmeralda y Covadonga.

## Características

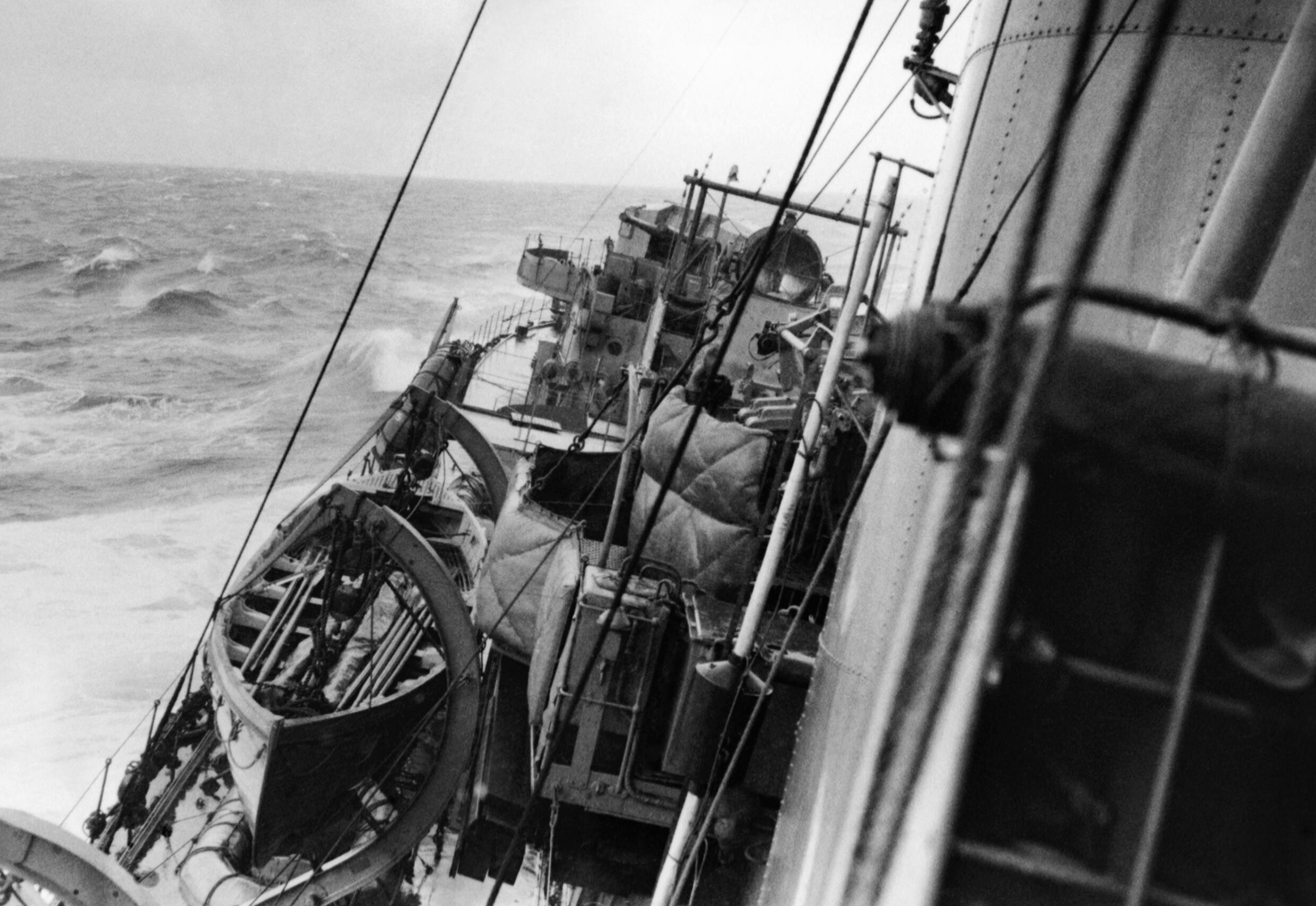
En el Atlántico Norte

Tenía un desplazamiento de 2.216 toneladas. Su eslora era de 91,8 metros y calaba 4 metros. Con una potencia de máquina de 5.500 HP desarrollaba una velocidad de 17,7 nudos.
Su armamento consistía en: 1 cañón de 120 mm., 1 cañón de 101.6 mm., 4 ametralladoras de 20 mm., 4 deslizadores para bombas de profundidad, 2 morteros y 1 hedgehog (Erizo).

## Historia
La fragata Baquedano fue una de las 151 fragatas de la clase River construidas entre 1941 y 1944 empleadas como escolta antisubmarina de los convoyes que navegaron en el Atlántico Norte durante la Segunda Guerra Mundial.
Las fragatas de la clase River tuvieron un exitoso desempeño como escoltas de convoyes por su porte y condiciones marineras. Podían llevar cualquier tipo de arma, poseían gran radio de acción, velocidad y eran confortables para las tripulaciones que tenían que soportar largas patrullas. Terminada la guerra varias fueron vendidas a muchas Armadas. Una de ellas, el HMCS Stormont fue adquirida por Aristóteles Onassis y transformada en el lujoso yate Cristina O.
La fragata Baquedano fue construida en los astilleros Davie Shipbuilding & Repairing Co. Ltd., Lauzon, Quebec, Canadá. Su quilla fue puesta en 1943 y lanzada al agua en agosto de 1944. Entró en servicio el 2 de septiembre de 1944. Adquirida por Chile a la Royal Canadian Navy el 30 de marzo de 1946. Llegó a Chile el 25 de junio de 1946

## Servicio en la Armada de Chile

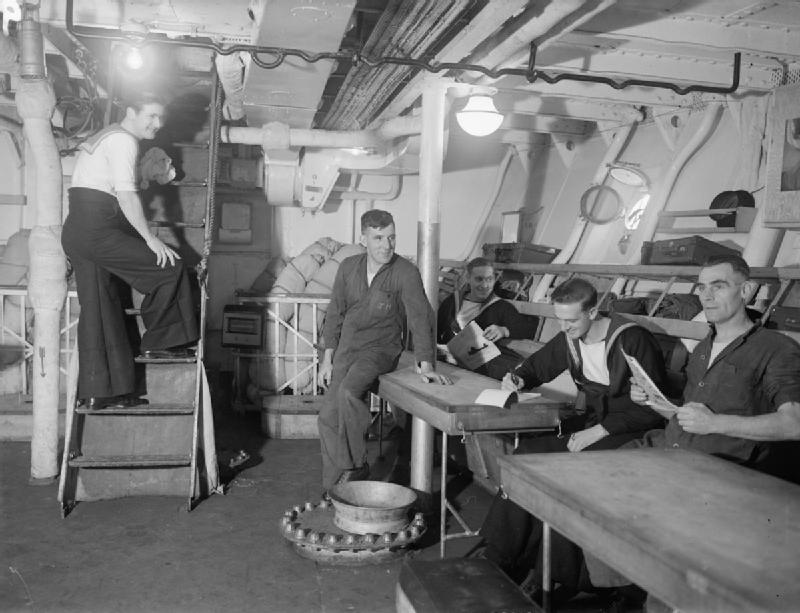
Uno de los entrepuentes - Batayola con coyes

- 1946 Llegó a Chile el 25 de junio como fragata Esmeralda.
- 1952 Cambió su nombre a Baquedano pues se denominó Esmeralda al bergantín goleta que se construía en España para que actuara como buque escuela.
- 1965 Fue dada de baja según D.S.N°912 del 21 de octubre.
- 1966 Se autorizó su enajenación por Ley N° 16.562 de 29 de septiembre.